# Shout It Out Loud (chanson de Kiss)
Pour les articles homonymes, voir Shout It Out Loud.
Singles de Kiss
Rock and Roll All Nite
(1975) Flaming Youth
(1976)
Shout It Out Loud est une chanson du groupe Kiss et premier single extrait de l'album Destroyer. Le single se classa à la 31e position au Billboard Hot 100 le 1er mai 1976. Shout It Out Loud se classa aussi à la 16e place en Suède le 2 novembre 1976 et à la 40e en Nouvelle-Zélande le 18 juin 1976. La chanson atteignit la première place au Canada le 22 mai 1976.
La version studio de Shout It Out Loud est présente sur les albums Destroyer, Killers, Smashes, Thrashes & Hits, The Very Best of Kiss et sur Gold. La chanson fut ré-enregistrée pour l'album Jigoku-Retsuden. Shout It Out Loud reste une des chansons les plus jouées de Kiss en tournée, interprétée la première fois le 21 mars 1976 à Miami.

## Composition du groupe
- Paul Stanley – chants, guitare rythmique
- Gene Simmons – chants, basse
- Ace Frehley – guitare solo, chœurs
- Peter Criss – batterie, chœurs